# Mazraat Yachoua
Mazraat Yachoua (arabe : مزرعة يشوع ) est un village libanais situé dans le caza du Metn au Mont-Liban au Liban. La population est presque exclusivement chrétienne.